# آپیچه
آپیچه (به ایتالیایی: Apice) یک کومونه در ایتالیا است که در استان بنونتو واقع شده‌است.

## خصوصیات
آپیچه ۴۸٫۸ کیلومترمربع مساحت و ۷٬۶۸۵ نفر جمعیت دارد و ۲۲۵ متر بالاتر از سطح دریا واقع شده‌است.